# Albert Molina
Albert Molina (né le 28 septembre 1921 à Solbiate Arno, décédé le 7 décembre 1975) est un footballeur italien. Il évoluait au poste de défenseur.